# Frank Carroll

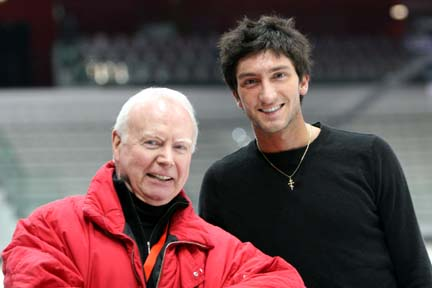
Frank Carroll mit seinem Schüler Evan Lysacek

Francis „Frank“ Carroll (* 11. Juli 1938 in Worcester, Massachusetts; † 9. Juni 2024 in Palm Springs, Kalifornien) war ein US-amerikanischer Eiskunstlauftrainer.
Als in seiner Nachbarschaft ein Eislaufplatz eröffnete, begann er als Jugendlicher mit dem Eislaufen. Nachdem er 1960 mit einem Bachelor in Soziologie vom College of the Holy Cross graduiert hatte, zog er nach Winchester, wo er an den Wochenenden mit seiner Trainerin Maribel Vinson und ihren Töchtern lebte. 
Bei den nationalen Juniorenmeisterschaften gewann Carroll 1959 beim Sieg von Gregory Kelley die Bronzemedaille und 1960 die Silbermedaille hinter Douglas Ramsay. Danach wechselte er zu den Profis und lief während der Zeit des Flugzeugabsturzes der US-Mannschaft 1961 bei der Eisrevue Ice Follies. Dort blieb er bis 1964. Er war schon von der Universität von San Francisco zum Jurastudium angenommen, als er sich dafür entschied, einer Schauspielkarriere nachzugehen. Um dies zu finanzieren, begann er Eiskunstlaufstunden zu geben. Später gab er das Schauspielen auf und wurde Vollzeittrainer. 
Seine erfolgreichsten Schüler waren Linda Fratianne, die er zu zwei Weltmeisterschaftstiteln und einer olympischen Silbermedaille führte, Michelle Kwan, die er zu vier WM-Titeln und einer olympischen Silbermedaille führte, und Evan Lysacek, den er zu einem WM-Titel und einem Olympiasieg führte. Internationale Medaillen gewannen unter ihm außerdem Tiffany Chin, Christopher Bowman und Timothy Goebel. Carroll schaffte es, sowohl in der Zeit der Pflichtfiguren (mit Fratianne) wie auch in der Zeit danach (mit Kwan) und unter dem neuen Wertungssystem (mit Lysacek) den WM-Titel zu gewinnen. 
Carroll war Cheftrainer im Toyota Sports Center in El Segundo, Kalifornien. 
Er wurde 2007 in die Eiskunstlauf Hall of Fame aufgenommen.
Carroll starb mit 85 Jahren im Juni 2024.